# Willi Ritterbusch
Wilhelm Friedrich Adolf (Willi) Ritterbusch, född 3 juli 1892 i Werdau, var en tysk nazistisk politiker. Han var 1943–1945 generalkommissarie för särskilda ändamål (Generalkommissar zur besonderen Verwendung) i det av Tyskland ockuperade Nederländerna och underordnad rikskommissarien Arthur Seyss-Inquart.